# Кромань
Кро́мань (устар. Кроманъ; бел. Кро́мань) — эвтрофное карстовое озеро в Беларуси на северо-западе Столбцовского района Минской области у границы с Новогрудским районом Гродненской области.

## Этимология
Название Кромань имеет балтийское происхождение, сопоставимо с лит. krõmas — «короб, сундук».
По другой версии название происходит от кельтского crom — «круг, окружность», cro — «закрытое место». Озеро имеет округлую форму и укрыто густыми лесами, находится в «укромном месте».

## Расположение
Озеро располагается на территории Налибокского сельсовета, в 11 км юго-западнее административного центра сельсовета — деревни Налибоки и в 38 км северо-западнее административного центра района — города Столбцы. Находится на юге Налибокской пущи, в пределах территории республиканского ландшафтного заказника «Налибокский».

## Описание
Относится к бассейну Немана. Озёрная котловина округлой формы, с пологими склонами. Берега песчаные, заросшие лесом и кустарником. Наибольшие глубины (до 26,5 м) приходятся на центральную части озера, ближе к северо-западу; средняя глубина — 13,2 м. Подвержено зарастанию вдоль берегов, ширина надводной полосы зарастания достигает 16 м. С восточной стороны впадает река Блюшка, с южной — мелиоративный канал, на северо-западе вытекает река Кроманка. Территория водосбора низинная и заболоченная.

## Ихтиофауна
В озере водятся следующие виды рыб: щука, лещ, уклейка, плотва, густера, краснопёрка, окунь.

## Рекреация
Промысловое рыболовство и использование моторизованных плавучих средств запрещено.
Около озера находится рыболовно-туристский комплекс «Кромань».